# ركوب الدراجات

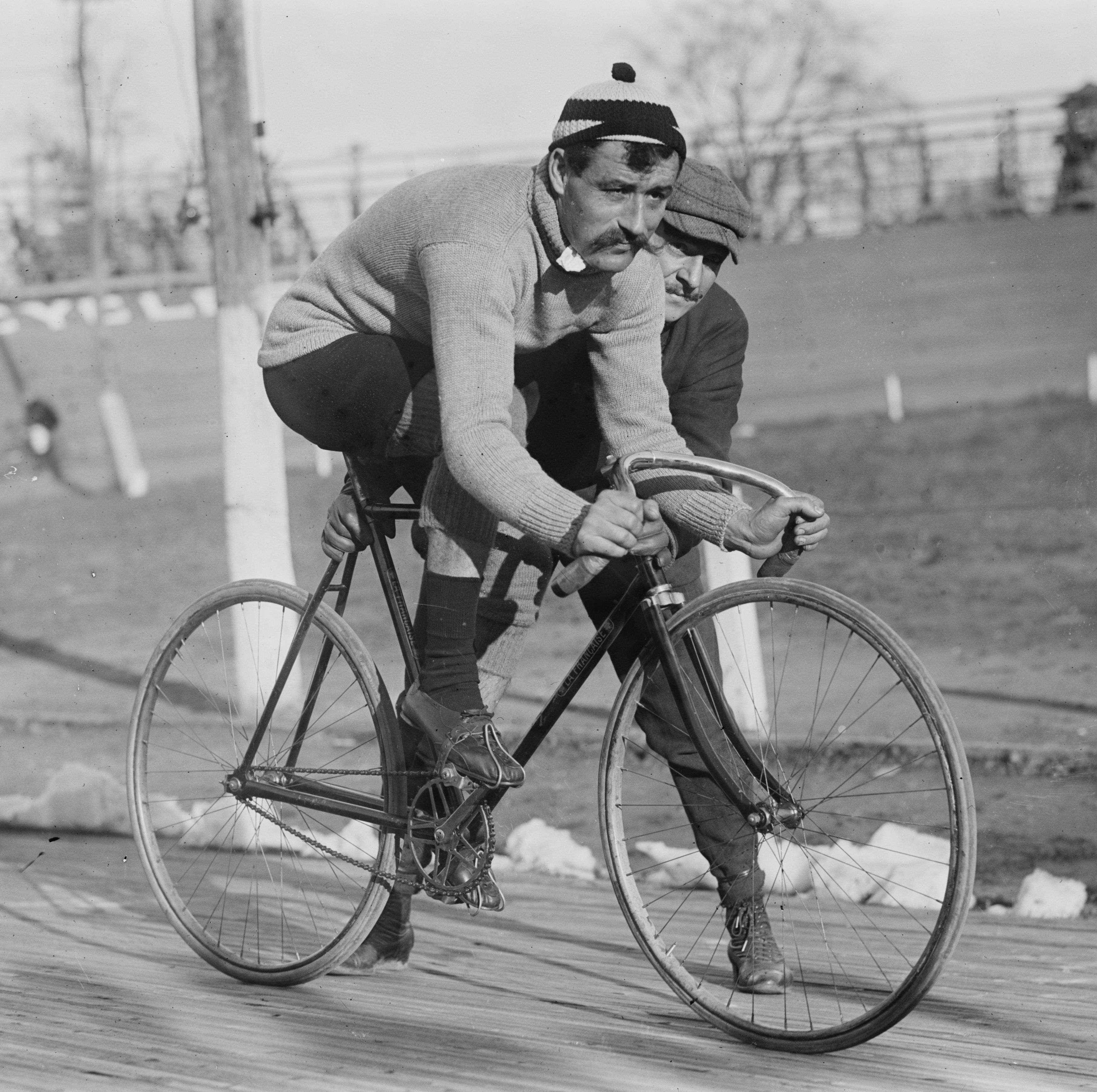
سباق دراجات عام 1909

ركوب الدراجات، هو استخدام الدراجات للنقل، والترفيه، وممارسة الرياضة. ويُشار إلى الأشخاص الذين يمارسون ركوب الدراجات باسم راكبي الدراجات، الدراجين، وإلى جانب الدراجات ذات العجلتين، يشمل ركوب الدراجات ركوب الدراجات الأحادية، والدراجات الثلاثية، والدراجات الرباعية، والمركبات المستقيمة والمركبات المماثلة التي تعمل بالطاقة البشرية.
ظهرت الدراجات في القرن التاسع عشر ويبلغ عددها الآن نحو مليار دراجة حول العالم. إذ تُعد وسيلة النقل الرئيسية في كثير من أنحاء العالم. ويعد ركوب الدراجات على النطاق الواسع وسيلة نقل فعالة وذات كفاءة مُثلى للمسافات القصيرة إلى المعتدلة. توفر الدراجات العديد من الفوائد الممكنة مقارنةً بالمركبات الآلية، تتضمن الرياضة البدنية المستمرة، وسهولة الوقوف مقارنةً بالسيارات، وزيادة القدرة على المناورة، والوصول إلى الطرق ومسارات الدراجات والمسارات الريفية. ويتيح ركوب الدراجات أيضًا خفض كل من استهلاك الوقود الأحفوري، وتلوث الهواء والضوضاء، وانبعاث الغازات الدفيئة، والازدحام المروري. وتنطوي هذه الطرق على تكلفة مالية أقل بالنسبة إلى المستخدمين والمجتمع بالكامل، وتقليل الأضرار التي تلحق بالطرق، وتقليل المساحة المطلوبة للطرق. وبتركيب رفوف للدراجات في مقدمة الحافلات، بوسع وكالات النقل زيادة المساحات التي يمكن أن تخدمها
كثيرًا. إضافةً إلى ذلك، يوفر ركوب الدراجات مجموعة متنوعة من الفوائد الصحية. إذ ذكرت منظمة الصحة العالمية أن ركوب الدراجات قد يقلل من خطر الإصابة بالسرطان، وأمراض القلب، والسكري المنتشرة في نمطالحياة الخامل. واستُخدمت الدراجات الثابتة أيضًا جزءًا من إعادة تأهيل إصابات الأطراف السفلى، لا سيما بعد جراحة الورك. أبلغ الأفراد الذين يركبون الدراجات بانتظام عن حدوث تحسن في الصحة العقلية، يتضمن ذلك الإجهاد غير المتوقع وتحسن الحيوية.من مساوئ ركوب الدراجات ضرورة توازن الدراجة -باستثناء الدراجات ثلاثية أو رباعية العجلات- من أجل البقاء في وضع الاستقامة، وانخفاض الحماية في حالات الاصطدام مقارنةً بالمركبات، في كثير من الأحيان يحتاج راكبو الدراجات إلى وقت أطول للسفر -باستثناء المناطق المكتظة بالسكان، والتأقلم والتعرض للأحوال الجوية، وصعوبة نقل الركاب، وضرورة وجود مستوى أساسي من اللياقة البدنية للركوب لمسافات
متوسطة إلى طويلة.

## تاريخيًا
سرعان ما أصبح ركوب الدراجات أحد الأنشطة المهمة بعد ظهور الدراجات في القرن التاسع عشر. اليوم، أكثر من 50% من سكان العالم يعرفون كيفية ركوب الدراجة.

## المعدات
في العديد من البلدان، تُعد الدراجات أكثر وسائل النقل شيوعًا. تتميز الإطارات بشكل هندسي مريح، إذ تحمي الراكب من صدمات الطريق وتخفف التوجيه في السرعات المنخفضة. وعادة ما تكون الدراجات المستخدمة مجهزة بملحقات مثل الواقيات الطينية ورفوف البانير والأضواء، ما يزيد من فائدتها على أساس يومي. ولما كانت الدراجة فعالةً جدًا وسيلةً للنقل، ابتكرت شركات مختلفة وسائل لنقل أي شيء من التسوق الأسبوعي إلى الأولاد على الدراجات. تعتمد بعض البلدان بدرجة كبيرة على الدراجات الهوائية وقد تطورت ثقافتها حول الدراجات الهوائية شكلًا أساسيًا من أشكال النقل. تمتلك أوروبا، خاصةً الدنمارك وهولندا، أكبر عدد من الدراجات للفرد الواحد، وغالبًا ما تُستخدم الدراجات في النقل اليومي.
تميل الدراجات على الطرق إلى أن يكون لها شكل أكثر استقامة وقاعدة عجلات أقصر، ما يجعل الدراجة أكثر قدرة على الحركة لكن من الصعب الركوب ببطء. التصميم، إلى جانب انخفاض المقود، يتطلب من المتسابق للانحناء إلى الأمام أكثر، والاستفادة من عضلات أقوى -خاصةً مكسيموس جلوتس- والحد من مقاومة الهواء بسرعة عالية.يتراوح سعر الدراجة الجديدة بين 50 دولارًا أمريكيًا إلى أكثر من 20,000 دولار أمريكي، الدراجة الأعلى سعرًا في العالم هي مادون لداميان هيرست، تباع بـ 500,000 دولار أمريكي اعتمادًا على الجودة والنوع والوزن، دراجات الطريق الأكثر تميزًا قد تزن أقل من 3.2 كجم. مع ذلك، تنص لوائح يو سي آي على أن دراجة السباق القانونية لا يمكنأن تزن أقل من 6.8 كجم. يوصى بقياس الدراجة وأخذها في جولة اختبارية قبل الشراء.تجب أيضًا مراعاة مكونات نظام الدفع في الدراجة. يعد ديراويلر من الدرجة المتوسطة كافيًا للمبتدئين، على الرغم من أن العديد من الدراجات البخارية مجهزة بتروس محورية. إذا كان السائق يخطط لقدر كبير من تسلق التلال، فقد يكون من المفضل استخدام نظام تروس مزود بمجموعة من حلقات ثلاثية السلاسل. بخلاف ذلك، يُفضل استخدام السلسلة المزدوجة الأخف وزنًا والأبسط والأقل تكلفة نسبيًا، حتى على دراجات السباقالراقية. تتوفر أيضًا دراجات بعجلات ثابتة أبسط بكثير.
تشتمل العديد من دراجات الطرق، بجانب الدراجات الجبلية، على دواسات بدون مشابك تعلق عليها أحذية خاصة، عبر مربط، ما يتيح للراكب سحب الدواسات والدفع. تشمل الملحقات الأخرى الممكنة للدراجة المصابيح الأمامية والخلفية، والأجراس أو الأبواق، ومقاعد حمل الأطفال، وأجهزة الكمبيوتر الخاصة بركوب الدراجات المزودة بنظام تحديد المواقع العالمي (GPS)، والأقفال، والشريط، والمصدات (واقيات الطين)، ورفوف الأمتعة، وحاملات الأمتعة، وأكياس السلة، وزجاجات المياه وأقفاص الزجاجات.